# Анатомска патологија
Анатомска патологија је медицинска специјалност која се бави дијагнозом болести на основу макроскопског, микроскопског, биохемијског, имунолошког и молекуларног испитивања органа и ткива. Током 20. века, хируршка патологија је доживела значајан развој: од историјског испитивања целих тела (обдукција) до савремене праксе фокусиране на дијагнозу и прогнозу карцинома како би се водило одлучивање о терапији у онкологији. Савремени оснивач ове области је италијански научник Ђовани Батиста Моргањи из Форлија.
Анатомска патологија је једна од две гране патологије, уз клиничку патологију, која се бави дијагнозом болести путем лабораторијске анализе телесних течности или ткива. Често патолози практикују обе гране, што се назива општа патологија. Сличне специјалности постоје и у ветеринарској патологији.

## Разлике са клиничком патологијом
Анатомска патологија се односи на обраду, испитивање и дијагнозу хируршких узорака коју спроводи лекар обучен за патолошку дијагностику. Клиничка патологија обухвата лабораторијску анализу узорака ткива и телесних течности. Процедуре могу укључивати анализу узорака крви, анализу урина, анализу столице и анализу кичмене течности. Клинички патолози могу се специјализовати у више области, укључујући банкарство крви, клиничку хемију, микробиологију и хематологију.

## Вештине и процедуре
Процедуре које се користе у анатомској патологији укључују:
- Макроскопски преглед – испитивање оболелог ткива голим оком. Ова метода је посебно важна за велике фрагменте ткива јер се болест често може визуелно препознати. У овој фази патолог бира делове ткива који ће се даље обрађивати за хистопатолошку анализу. По потреби, могу се користити лупа или стерео микроскоп, нарочито при испитивању паразита.[4]
- Хистопатологија – микроскопско испитивање обојених пресека ткива коришћењем хистолошких техника. Стандардне боје су хематоксилин и еозин, али се користе и друге. Препознавање морфолошких карактеристика на овим препаратима представља основу анатомске патологије. Наука о бојењу ткива позната је као хистохемија.
- Имунохистохемија – употреба антитела за детекцију присуства, количине и локације специфичних протеина у ткиву. Ова техника је кључна за разликовање болести са сличном морфологијом, као и за карактеризацију молекуларних својстава одређених карцинома.[5]
- In situ хибридизација – омогућава идентификацију специфичних ДНК и РНК молекула у ткивним пресецима. Ако је сонда обележена флуоресцентном бојом, техника се назива FISH.[6]
- Цитопатологија – испитивање ћелија распршених и обојених на предметним стаклима применом цитолошких техника.[7]
- Електронска микроскопија – испитивање ткива помоћу електронског микроскопа, што омогућава значајно увећање и визуелизацију ћелијских органела. Иако је њена употреба делимично замењена имунохистохемијом, и даље се користи у дијагностици бубрежних болести и идентификацији синдрома непокретних цилија.[8]
- Цитогенетика ткива – омогућава визуализацију хромозома ради идентификације генетских дефеката попут хромозомских транслокација.[9]
- Проточна имунофенотипизација – одређивање имунофенотипа ћелија применом техника проточне цитометрије. Ова метода је посебно корисна у дијагнози различитих облика леукемије и лимфома.[10]

## Субспецијалности

### Хируршка патологија
Хируршка патологија представља најзначајније и временски најзахтевније подручје рада за већину анатомских патолога. Она обухвата макроскопско и микроскопско испитивање хируршких узорака, као и биопсија које шаљу лекари који нису хирурзи, попут интерниста, медицинских специјалиста, дерматолога и интервенционих радиолога.
Савремена хируршка патологија све више укључује технологије и вештине које су традиционално повезиване са клиничком патологијом, као што су молекуларна дијагностика, како би се прецизније утврдила дијагноза и омогућило индивидуализовано лечење пацијената.

### Орална и максилофацијална патологија
У Сједињеним Америчким Државама, стоматолози са завршеном супспецијалистичком обуком, а не лекари медицине, могу добити сертификат од стране стручног одбора за обављање оралне и максилофацијалне патологије.

### Цитопатологија
Цитопатологија је под-дисциплина анатомске патологије која се бави микроскопским испитивањем појединачних ћелија добијених путем ексфолијације или танкоиглене аспирације. Цитопатолози су обучени да врше танкоиглене аспирације површно лоцираних органа, маса или цисти и често могу дати тренутну дијагнозу у присуству пацијента и лекара консултанта.
Код скрининг тестова као што је Папаниколауов брис (Папа тест), у иницијалном прегледу често учествују цитотехнолози (немедицинска лица), док патолог прегледа само позитивне или нејасне случајеве. Цитопатологија је у Сједињеним Америчким Државама призната као супспецијалистичка област са могућношћу добијања сертификата.

### Молекуларна патологија
Молекуларна патологија је нова дисциплина у оквиру анатомске и клиничке патологије која се фокусира на примену техника заснованих на нуклеинским киселинама за специјализована проучавања болести у ткивима и ћелијама. Ове технике укључују:
- In-situ хибридизацију – омогућава откривање специфичних ДНК или РНК секвенци у ткивима.
- Реверзно-транскрипциону полимеразну ланчану реакцију – користи се за детекцију и квантификацију специфичних РНК молекула.
- Микрочипове са нуклеинским киселинама (microarrays) – омогућавају истовремено испитивање хиљада гена ради анализе њихове експресије.

Молекуларна патологија дели неке аспекте са анатомском и клиничком патологијом, због чега се често сматра "преклопном" дисциплином која спаја традиционалне методе са савременим молекуларним техникама.

### Форензичка патологија
Форензичка патологија је специјализована грана патологије која се бави утврђивањем узрока смрти и других правно релевантних информација код особа које су изненада преминуле, без познатих здравствених проблема, као и код оних које су умрле услед ненасилних или насилних узрока, укључујући убиства и друге сумњиве смрти.
Кључне активности форензичких патолога су:
- Обдукција тела ради утврђивања узрока смрти.
- Коришћење додатних анализа као што су токсикологија, хистологија и генетско тестирање.
- Сведочење на суду у случајевима убистава и сумњивих смрти.
- Истраживање смрти у јавном интересу (нпр. смрти на радном месту, у притвору или изненадне смрти деце).

Подручја специјалног интересовања могу укључивати:
- Изненадне смрти услед кардиолошких проблема.
- Смрти повезане са употребом дрога.
- Синдром изненадне смрти одојчета (SIDS).

Већина случајева које обрађују форензички патолози ипак су резултат природних узрока смрти.

## Обука и сертификација

### Аустралија
Анатомска патологија је један од специјализованих програма обуке које нуди Краљевски колеџ патолога Аустралазије (Royal College of Pathologists of Australasia – RCPA). Да би кандидат стекао звање Fellow of the RCPA у области анатомске патологије, потребно је:
1. Завршити медицински факултет (основне или постдипломске студије медицине).
2. Стећи минимум 2 године клиничког искуства пре пријаве за специјализацију.
3. Уписати програм обуке који траје најмање 5 година, у оквиру најмање две различите лабораторије.

По успешно завршеној обуци и положеним испитима, патолози могу наставити са субспецијалистичким усавршавањем у областима као што су дерматопатологија, неуропатологија или хематопатологија.

### Канада
Анатомска патологија је један од специјализованих сертификата који се издају од стране Краљевског колеџа лекара и хирурга Канаде (Royal College of Physicians and Surgeons of Canada). Осим анатомске патологије, други сертификати који се односе на патологију укључују:
- Општа патологија (General Pathology),
- Хематопатологија (Hematopathology),
- Неуропатологија (Neuropathology).

Кандидати за било који од ових сертификата морају испунити следеће услове:
1. Завршити четири године медицинске школе.
2. Завршити петогодишњу резидентуру у области патологије.

### Сједињене Америчке Државе
Анатомска патологија је једна од две основне сертификације које нуди Амерички одбор за патологију (American Board of Pathology), друга је клиничка патологија. Такође, ова сертификација је део три основне сертификације које нуди Амерички остеопатски одбор за патологију (American Osteopathic Board of Pathology).
Поступак сертификације у анатомској патологији у САД:
1. Завршити четворогодишњу медицинску школу.
2. Завршити трогодишњу резидентуру у области анатомске патологије.
3. За додатну специјализацију, неки патолози настављају са фелошип тренингом како би стекли стручност у подспецијализованој области Анатомске или слиничке патологије.

Такође, постоје помоћници патолога, који су високо обучени медицински професионалци са специјализованим тренингом у анатомској и форензичкој патологији. Да би постали помоћници патолога, кандидати морају успешно завршити програм акредитован од стране Националне асоцијације акредитованих школа за лабораторијску медицину и положити ASCP Board of Certification Exam.